# Kaldewei

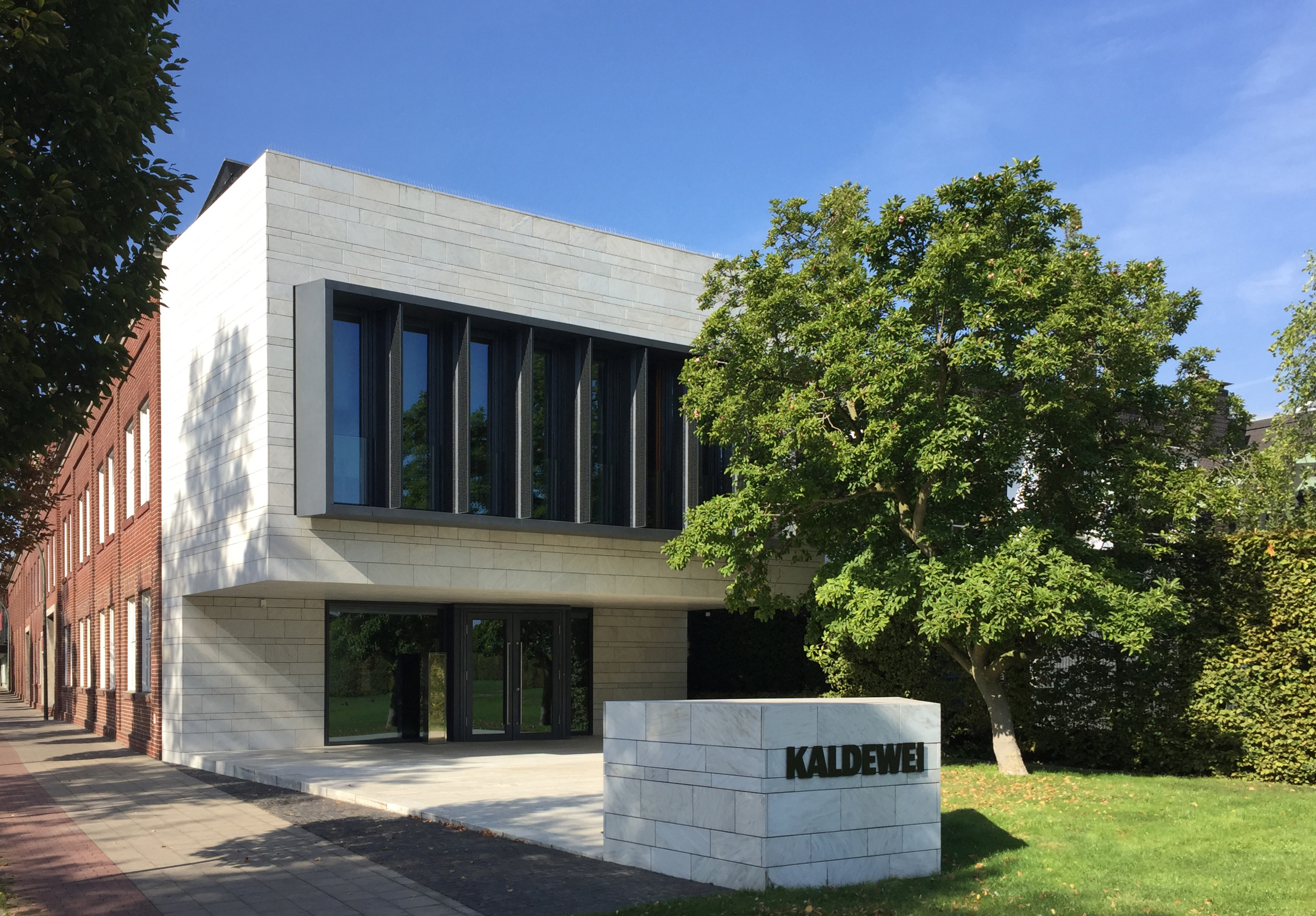
Kaldewei-Unternehmenszentrale in Ahlen

Die Franz Kaldewei GmbH & Co. KG ist ein mittelständisches Familienunternehmen, das sich auf die Produktion von hochwertigen Badlösungen aus Stahl-Email spezialisiert hat. Das Design der über 600 Badewannen, Duschflächen und Waschtische wird in Zusammenarbeit mit renommierten Designbüros entwickelt und wurde mit über 150 Preisen ausgezeichnet.
Im Bereich emaillierter Badlösungen ist der Hersteller weltweit führend. Kaldewei ist in über 80 Ländern präsent, mit zwölf Niederlassungen. Das Unternehmen wird in vierter Generation von Franz Kaldewei geleitet, beschäftigt rund 700 Mitarbeiter und erwirtschaftet rund 50 Prozent des Umsatzes im Ausland.

## Unternehmensgeschichte
1918 gründete Franz Kaldewei in Ahlen die Franz Kaldewei GmbH & Co. Zunächst stellte das Unternehmen Rohware für die Emailindustrie her, zum Beispiel Waschwannen und Bratpfannen. Milchkannen und Molkereigeräte ergänzten später das Produktsortiment.
Mit dem Einstieg seines Sohnes Heinrich Kaldewei in die Geschäftsleitung 1928 wurde die Produktion auf Badewannen aus Stahl-Email fokussiert, deren Fertigung 1934 begann. Damals wurden Wannen aus mehreren Teilen zusammengeschweißt.
Ab 1939 produzierte Kaldewei als Betrieb der Kriegswirtschaft Sprenggranaten im Kaliber 8,8 cm und 10,5 cm. Ab 1942 setzte das Unternehmen Zwangsarbeiter aus Osteuropa ein. Ende der 1980er wurden in einem Schulprojekt über Zwangsarbeit in Ahlen die Arbeitskarten sowjetischer Bürger ausgewertet, von denen 95 im Emaillierwerk von Kaldewei beschäftigt waren. Kaldewei übergab 2011 seine Archivunterlagen dem Westfälischen Wirtschaftsarchiv.
1957 gelang es Kaldewei mit Hilfe einer hydraulischen Ziehpresse, erstmals eine „nahtlose“ Badewanne zu fertigen, das heißt, aus einer einzigen Stahlplatine ohne Schweißnähte. Diese wurde anschließend emailliert. Im selben Jahr nahm das Unternehmen die weltweit erste hydraulische Badewannen-Pressenstraße in Betrieb. Die Produktivität steigerte sich und nahtlos gezogene Stahl-Email-Badewannen verdrängten Gusswannen fast gänzlich.
In Deutschland war Kaldewei der erste Industriebetrieb der Sanitärbranche, bei dem 1972 in der Serienfertigung Roboter zum Einsatz kamen, die für einen computergesteuerten, gleichbleibenden Emailauftrag sorgten. Noch heute ist Kaldewei der einzige Badhersteller in Deutschland, der sein Email in der werkseigenen Schmelze produziert.
Nach dem Tod seines Vaters übernahm Franz-Dieter Kaldewei 1973 die Leitung des Unternehmens als alleiniger Gesellschafter und modernisierte die Franz Kaldewei GmbH & Co. weiter. Neben der Entwicklung im eigenen Design-Center begann Kaldewei 1974 mit renommierten Designbüros zusammenzuarbeiten. Die Modellvielfalt erweiterte sich.
1989 wurde der größte Umkehrofen der Welt in Betrieb genommen. Fachingenieure optimierten die Pressenstraßen auf Schnelligkeit und Flexibilität und so wurde 1992 bei Kaldewei die weltweit leistungsstärkste Pressenstraße für Badewannen in Betrieb genommen. 1994 wurde mit dem Modell Superplan die weltweit erste bodenebene Duschfläche aus Stahl-Email produziert. 2008 folgte der Produktionsstart auf einer Pressenstraße für Duschflächen und Duschwannen. Unter der Leitung von Franz-Dieter Kaldewei investierte das Unternehmen in die weitere Qualitätsverbesserung.
Am 1. August 2008 stieg Franz Kaldewei in das Unternehmen als Geschäftsführer ein. 2010 erhielt Kaldewei die Auszeichnung „Marke des Jahrhunderts“. 2014 wurde die Produktlinie „Meisterstücke“ eingeführt. Sie umfasst hochwertige freistehende Design-Badewannen aus Stahl-Email. 2015 wurde die Produktlinie „Meisterstücke“ um Waschtische aus Stahl-Email erweitert, die bereits in den Folgejahren mehrere Designpreise gewannen.

## Nachhaltigkeit
2009 war das Unternehmen der erste deutsche Badausstatter, der eine Umwelt-Produktdeklaration (EPD) vorlegte. Diese freiwillige Zertifizierung ließ Kaldewei durch das Institut Bauen und Umwelt 2014 erneuern.
2017 wurde das Unternehmen mit dem internationalen Nachhaltigkeitspreis „Green Good Design Award“ ausgezeichnet. 2018 startete der Hersteller eine langfristige Kooperation mit der Natur- und Umweltschutzorganisation WWF.

## Produkte
Die Produktpalette von Kaldewei reicht von Badewannen, Duschflächen und Waschtischen, die aus Stahl-Email gefertigt sind, über sechs unterschiedliche Whirlsysteme bis zu Montagesystemen und Zubehör für Bade- und Duschwannen.
Das Unternehmen ist der einzige Hersteller mit eigener Email-Entwicklungsabteilung und -Produktion. Nach einer Rezeptur, die Kaldewei selbst entwickelt hat, vereint das Material Kaldewei-Stahl-Email die besonderen Eigenschaften von Stahl und Email: Neben einer außergewöhnlichen Haltbarkeit lässt sich Stahl-Email leichter reinigen als andere Materialien. Kaldewei gibt eine Garantiezeit von 30 Jahren.
Die Badlösungen werden im eigenen Design-Center oder in Zusammenarbeit mit international renommierten Designbüros wie Sottsass Associati, Phoenix Design, Arik Levy, Anke Salomon und Studio Aisslinger entwickelt und erhielten über 150 Auszeichnungen. Darunter 13-mal der Red Dot Design Award – zuletzt für die Waschtisch-Schalen Miena (Design: Anke Salomon) – oder neunmal der iF Design Award, unter anderem für die Miena-Waschtisch-Schalen sowie die Meisterstücke Conoduo, Superplan Plus und Asymmetric Duo.
Es werden über 600 Modelle angeboten.
Aufgrund des anhaltenden Trends zu bodenebenen Duschen hat Kaldewei im Segment der emaillierten Duschflächen bei zehn Modellserien, fünf verschiedenen Oberflächen, 34 Farben und knapp 60 unterschiedlichen Abmessungen über 50.000 Produktvarianten im Angebot. Kaldewei bietet zudem Montagelösungen für unterschiedliche Einbausituationen. 2017 wurde das Duschflächensystem NexSys eingeführt, das ein einbaufertiges System darstellt, bei dem alle Bestandteile bereits vormontiert sind, inklusive einer integrierten Ablaufrinne und eines Gefälleträgers. NexSys wurde 2018 mit dem „Iconic Award“ in der Kategorie „Product“ ausgezeichnet.
Als „Marke des Jahrhunderts“ und „Corporate Brand of the Year“ (German Brand Award 2016) gehört Kaldewei zum Kreis der stärksten Marken Deutschlands und ist auch unter den Top 50 der deutschen Luxusmarken zu finden.
Zu den Referenzobjekten des Unternehmens zählen unter anderem das Luxushotel Marina Bay Sands in Singapur, das Hotel Peninsula Shanghai oder das Waldorf Astoria Berlin.
Wettbewerber in Deutschland sind vor allem Villeroy & Boch sowie das Unternehmen Bette. In Europa ist das spanische Unternehmen Roca der größte Konkurrent.

## Die Kaldewei Iconic World
Kaldewei eröffnete am 10. Mai 2005 ein Schulungs- und Ausstellungszentrum für die Kunden von Kaldewei, insbesondere für Planer, Großhandel und Installateure: das „Kaldewei Kompetenz Center“, das seit November 2017 „Kaldewei Iconic World“ heißt. Von dort können Besucher auf einer Panoramaplattform die Email-Schmelze in den Hochöfen von Kaldewei ansehen.
Die Werksführung, bei der die Fachbesucher den Herstellungsprozess von Kaldewei-Stahl miterleben können, gehört zur Markenerlebniswelt, die Kaldewei im November 2017 im selben Gebäude eröffnete.
Die Kaldewei Iconic World bietet auch fachbezogene Handwerkerschulungen an sowie interaktive Webinare für Fachpartner an.